# Krucsó
Krucsó (szlovákul: Vyšný Kručov) község Szlovákiában, az Eperjesi kerület Bártfai járásában.

## Fekvése
Bártfától 22 km-re délkeletre, a Tapoly jobb partján fekszik.

## Története
1391-ben említik először.
A 18. század végén Vályi András így ír róla: „KRUCSO. Tót falu Sáros Várm. földes Urai Dezsőfi, és több Uraságok, lakosai katolikusok, fekszik Kapronczához nem meszsze, és annak filiája, határja is hozzá hasonlító.”
Fényes Elek 1851-ben kiadott geográfiai szótárában így ír a faluról: „Sáros v. tót falu, Kaproncza fil., 95 kath., 119 evang., 8 zsidó lak. F. u. Fekete családok. Ut. p. Bártfa.”
A trianoni diktátum előtt Sáros vármegye Girálti járásához tartozott.

## Népessége
| Év:            | 1994. | 2004.   | 2014. | 2024.   |
| -------------- | ----- | ------- | ----- | ------- |
| Emberek száma: | 153   | 151     | 151   | 150     |
| Eltérés:       |       | -1,30 % | +0 %  | -0,66 % |

| Év:            | 2023. | 2024.   |
| -------------- | ----- | ------- |
| Emberek száma: | 153   | 150     |
| Eltérés:       |       | -1,96 % |

1910-ben 97, túlnyomórészt szlovák lakosa volt.
2001-ben 153 szlovák lakosa volt.
2011-ben 154 lakosából 152 szlovák.